# Championnats d'Afrique de natation
Les championnats d'Afrique de natation sont une compétition de natation où s'affrontent les représentants de pays africains, dans le cadre d’un certain nombre d’épreuves. Ils sont organisés par la Confédération africaine de natation (CANA).

## Éditions
| N° | Année | Ville         | Pays           | Dates                                                               | Nations présentes | Nageurs engagés |
| -- | ----- | ------------- | -------------- | ------------------------------------------------------------------- | ----------------- | --------------- |
| 1  | 1974  | Le Caire      | Égypte         | du 29 septembre au 3 octobre 1974                                   | 7                 | 71              |
| 2  | 1977  | Tunis         | Tunisie        | du 23 au 27 juillet 1977                                            | 6                 | 74              |
| 3  | 1982  | Le Caire      | Égypte         | du 16 au 22 octobre 1982                                            | 7                 | 84              |
| 4  | 1990  | Tunis         | Tunisie        | du 20 au 26 août 1990                                               | 8                 | 96              |
| 5  | 1998  | Nairobi       | Kenya          | du 11 au 17 avril 1998                                              | 8                 | 72              |
| 6  | 2002  | Le Caire      | Égypte         | 12-18 août                                                          | 12                | 131             |
| 7  | 2004  | Casablanca    | Maroc          | 1–7 mai                                                             | 16                | 114             |
| 8  | 2006  | Dakar         | Sénégal        | 11–16 septembre                                                     | 17                | 121             |
| 9  | 2008  | Johannesbourg | Afrique du Sud | 1–7 décembre                                                        | 18                | 75              |
| 10 | 2010  | Casablanca    | Maroc          | 13–19 septembre                                                     | 21                | 200             |
| 11 | 2012  | Nairobi       | Kenya          | 10–15 septembre                                                     | 16                |                 |
|    | 2014  | Dakar         | Sénégal        | Non disputés,                                                       |                   |                 |
| 12 | 2016  | Bloemfontein  | Afrique du Sud | 19–23 octobre                                                       | 23                |                 |
| 13 | 2018  | Alger         | Algérie        | 10-16 septembre                                                     |                   |                 |
| -  | 2020  | Durban        | Afrique du Sud | 3-5 décembre - Édition annulée en raison de la pandémie de Covid-19 |                   |                 |
| 14 | 2021  | Accra         | Ghana          | 11-17 octobre                                                       | 42                |                 |
| 15 | 2022  | Tunis         | Tunisie        | 20-24 août                                                          |                   |                 |
| 16 | 2024  | Luanda        | Angola         | 1er-5 mai                                                           |                   |                 |